# (6977) Jaucourt
(6977) Jaucourt est un astéroïde de la ceinture principale.

## Description
(6977) Jaucourt est un astéroïde de la ceinture principale. Il fut découvert le 20 juillet 1993 à La Silla par Eric Walter Elst. Il présente une orbite caractérisée par un demi-grand axe de 2,26 UA, une excentricité de 0,14 et une inclinaison de 3,4° par rapport à l'écliptique.

## Compléments